# Ivan Jakovlev
Ivan Gennad'evič Jakovlev (in russo Иван Геннадьевич Яковлев?; San Pietroburgo, 17 aprile 1995) è un pallavolista russo, centrale dello Zenit San Pietroburgo.

## Palmarès

### Club
- Challenge Cup: 1

Fakel: 2016-2017

### Nazionale (competizioni minori)
- Campionato mondiale Under-23 2017

### Premi individuali
- 2017 - Campionato mondiale Under-23: Miglior centrale
- 2019 - Volleyball Nations League: Miglior centrale
- 2021 - Giochi olimpici: Miglior centrale